# Shar Jackson
Sharisse Jackson (ur. 4 września 1976 w Bostonie w stanie Massachusetts, USA), amerykańska aktorka i raperka, była żona Kevina Federline'a.